# Franklin (Nova York)
Franklin és una població dels Estats Units a l'estat de Nova York. Segons el cens del 2000 tenia 402 habitants.

## Demografia
Segons el cens del 2000, Franklin tenia 402 habitants, 163 habitatges, i 103 famílies. La densitat de població era de 456,5 habitants/km².
Dels 163 habitatges en un 30,7% hi vivien nens de menys de 18 anys, en un 49,1% hi vivien parelles casades, en un 11% dones solteres, i en un 36,8% no eren unitats familiars. En el 28,2% dels habitatges hi vivien persones soles el 16,6% de les quals corresponia a persones de 65 anys o més que vivien soles. El nombre mitjà de persones vivint en cada habitatge era de 2,47 i el nombre mitjà de persones que vivien en cada família era de 3,04.
Per edats la població es repartia de la següent manera: un 28,6% tenia menys de 18 anys, un 5,5% entre 18 i 24, un 25,6% entre 25 i 44, un 22,6% de 45 a 60 i un 17,7% 65 anys o més.
L'edat mediana era de 38 anys. Per cada 100 dones de 18 o més anys hi havia 77,2 homes.
La renda mediana per habitatge era de 30.486 $ i la renda mediana per família de 36.500 $. Els homes tenien una renda mediana de 31.250 $ mentre que les dones 18.750 $. La renda per capita de la població era de 17.056 $. Entorn del 8,7% de les famílies i el 13,1% de la població estaven per davall del llindar de pobresa.